# Forbrug (økonomi)
|  | Om forbrug i forbindelse med stofskifte: Se Forbrug (økologi) |
Ved forbrug forstås normalt den endelige anvendelse af alle varer og tjenester. Dermed udelukkes anvendelsen af goder, der indgår i fremstillingen af andre varer og tjenester (halvfabrikater), samt anvendelsen af investeringsgoder, der tjener til at forøge kapitalapparatet og dermed forøge de fremtidige forbrugsmuligheder. Ofte skelnes mellem det private forbrug, som er det forbrug, der købes af de private husholdninger, og det offentlige forbrug, som er de offentlige tjenester og (sjældnere) varer, der finansieres af den offentlige sektor. Langt størsteparten af den årlige produktion går til forbrug - i vestlige lande ofte omkring fire femtedele. I Danmark udgjorde det private forbrug således 49 % og det offentlige forbrug yderligere 27 % af bruttonationalproduktet i 2014.

## Forbrugets betydning
Forbruget - såvel det private som det offentlige - spiller en afgørende rolle i samfundsøkonomien. Først og fremmest er formålet med langt den meste økonomiske aktivitet - herunder erhvervelsen af indkomst - at forøge forbrug(smulighederne), enten nu eller i fremtiden (det sidste ved hjælp af opsparing, hvis formål det er at skaffe grundlag for et større forbrug i fremtiden). Befolkningens velfærd eller nytte afhænger ikke udelukkende, men for en stor dels vedkommende af dens materielle forbrugsniveau.
Derudover spiller udviklingen i forbruget en vigtig rolle for konjunkturbevægelserne i økonomien. Det private forbrug udgør det største element i forsyningsbalancen. Pludselige ændringer i forbruget påvirker dermed den aggregerede efterspørgsel i økonomien og kan både skabe høj- og lavkonjunkturer. Det offentlige forbrugsniveau kan ligeledes anvendes af politikerne til at påvirke den samlede efterspørgsel og dermed aktivitetsniveauet i økonomien. Det kan således bruges som et konjunkturstabiliserende instrument som led i en kontracyklisk finanspolitik.

## Hvad bestemmer forbruget?
Det private forbrug afhænger af faktorer som husholdningernes disponible indkomst, den private formue og forventningerne til de fremtidige økonomiske forhold. Er der en generel forventning om, at ledigheden vil stige i det kommende år, vil forbrugerne typisk være tilbageholdende med at forbruge og i højere grad spare op for at have noget at tære på. Er der stor optimisme og en opfattelse af fremgang i økonomien, vil det omvendt ofte stimulere forbruget.
Da opsparingen pr. definition er den del af den disponible indkomst, der ikke forbruges, vil forbruget blive påvirket af de samme faktorer, der bestemmer opsparingen, herunder også renten.
For den enkelte person tænkes forbruget over tid ofte at blive bestemt af den såkaldte livscyklushypotese (udviklet af Nobelpristageren Franco Modigliani), der tilsiger, at personer ønsker at udjævne deres forbrug over tid. Derfor vil de ønske at forbruge mere, end de tjener, mens de er unge, og når de bliver pensionerede (dvs. de sparer ned i disse perioder, hvor indkomsten typisk er lav). Til gengæld tjener de mere, end de forbruger, i deres erhvervsaktive fase midt i livet og sparer altså her op til at dække deres merforbrug i de øvrige perioder.

## Særlige typer af forbrug
Der skelnes ofte mellem varige og ikke-varige forbrugsgoder. Sidstnævnte type forbruges øjeblikkeligt (som f.eks. madvarer) eller slides relativt hurtigt op (mange typer beklædning), mens varige forbrugsgoder kan levere tjenester i mange år. De samfundsøkonomisk vigtige varige forbrugsgoder er henholdsvis boliger og biler. Også møbler og hårde hvidevarer er varige forbrugsgoder.
For ejerboligernes vedkommende beregnes i nationalregnskabet et løbende afkast af boligernes værdi (den såkaldte lejeværdi af egen bolig), der indgår som en del af det samlede forbrug (og tilsvarende som en del af husholdningernes indkomst).